# Martin Txiki
Martin txiki (Martin le petit), Martintxo, San Martin txiki (saint Martin le petit) ou San Martiniko est considéré comme le héros « civilisateur » du peuple basque. Ce nom est une transformation de celui de saint Martin, un saint tourangeau qui figure dans un thème légendaire. Parmi les humains, il fut le premier laboureur à cultiver la semence de blé. Il s'enquit de l'époque où il fallait la semer et fit de même avec le maïs[Information douteuse], le navet et il cultiva ces trois végétaux. Il vola également les secrets de fabrication de l'axe de roue du moulin, de la scie, la soudure du fer avec un fondant. Il fut donc un civilisateur aux yeux des Basques.

## Le personnage
Martín Txiki est un filou, escroc de la mythologie aragonaise et basco-navarraise et est ainsi parvenu à voler, à travers ses ruses, les secrets de l'architecture, la musique, l'agriculture, la forge et la vie sédentaire des Basajaunak. Ce personnage d'homme rusé a probablement été créé par l'imagination populaire comme archétype des soignants celto-ibériques de la zone du Moncayo (plus concrètement celle de San Martín de la Vierge de Moncayo) qui voyageaient sur les terres vascones et/ou pyrénéennes pour traiter les patients avec des outils en bronze, cuivre et fer, matériels totalement inconnus pour les vascons primitifs et peuples pyrénéens connexes.

## Légendes

### La culture du blé
À Ataun (Guipuzcoa/Gipuzkoa), on dit que Martin txiki alla au mont Muskia afin de rendre visite aux Basajaunak (pluriel de Basajaun), des êtres surnaturels qui récoltaient sur ces hauteurs de grandes quantités de blé.
Quand il vit là, tous ces tas de blé, il fit un pari avec un Basajaun : à voir qui, d'un bond, traverserait ces tas sans toucher un seul de leurs grains.
Le Basajaun passa facilement par-dessus ; mais Martín Txiki tomba volontairement en plein au milieu de l'un d'eux, ce qui remplit de blé ses abarkak (chaussure traditionnelles de berger). C'est ainsi que lorsqu'il revint au village, il ramena avec lui la précieuse semence. Mais très vite le Basajaun se rendit compte que Martín Txiki emportait des grains de blé dans ses chaussures. Il lança dans sa direction son arme de jet, une hache. Ratant Martín Txiki, celle-ci se planta dans le tronc d'un châtaignier, au lieu-dit Mekolalde à San Gregorio d'Ataun, à plus d'un kilomètre de la grotte de Muskia.
Peu de temps après, notre héros entendit chanter les Basajaunak :
Or irtete, arto ereitte ; or erorte, gari ereitte ; Sanlorentzota arbi ereitte.
À l'apparition de la feuille semer le maÏs; à la chute de la feuille semer le blé; pour la Saint-Laurent semer le navet.
Un homme qui passait par là entendit la chanson. Alors Martín Txiki sema les grains de blé en automne et récolta ainsi la première fois cette céréale dont la culture se répandit ensuite à travers le monde entier.

### La fabrication de la scie
D'après une autre légende, le Basajaun fabriquait des scies dans son atelier. Martín Txiki ne pouvait le faire, faute de modèle. Désirant percer le secret, il envoya son domestique annoncer que Martin Txiki avait fabriqué la scie. En entendant cela, le Basajaun s'adressa à lui :

« "Ton maître aurait-il vu la feuille de châtaignier ?"
"Non, il ne l'a pas vue, mais il va la voir", répondit le garçon qui rapporta cela à Martin Txiki. »

Ce dernier examina la feuille en question et vit sa dentelure. Il fabriqua ainsi sa première scie. Le Basajaun entra de nuit dans la forge de Martin Txiki afin de s'assurer qu'il avait bien réussi à fabriquer quelque scie. En la voyant; il tordit les dents de façon alternée, il pensait bien qu'ainsi elle serait inutilisable. Mais en réalité il l'améliora car, lui ayant donné de la voie, la lame put circuler facilement dans la fente. À partir de ce moment, la technique de fabrication de la scie se répandit dans le monde.

### La technique de la soudure
Dans le même esprit, une autre légende raconte que Martín Txiki voulu savoir comment le Basajaun soudait deux pièces de fer. Pour cela il envoya son domestique pour dire à travers tout le pays de Kortezubi (Biscaye) qu'il avait découvert le moyen de souder le fer. Alors le Basajaun demanda au crieur public:

« "Serait-ce que Martín Txiki asperge d'eau argileuse les pièces de fer ?"
"Non, il ne le faisait pas, mais maintenant il le fera !" lui répondit-il. »

C'est ainsi qu'en utilisant comme fondant de l'argile en suspension dans l'eau, Martín Txiki arriva à souder le fer.
Cette technique se répandit par la suite dans tous les villages.

### La construction du moulin à eau
Une légende de Sare (Labourd) raconte que l'axe de la roue du moulin de Martiniko était en chêne, il brûlait quand il s'en servait. En revanche, celui du moulin du diable durait plus longtemps. Martin Txiki fit déclarer que son moulin fonctionnait maintenant, et sans aucune défaillance.

« "Ce qui veut dire qu'il a mis un axe en aulne" dit le diable, en commentant la nouvelle.
"Il le fera" répondit l'homme chargé de faire courir ce bruit. »

C'est ainsi que grâce à la ruse de Martin Txiki, les hommes purent bénéficier de moulins dans le monde entier.

### Autre fable
On attribue aussi d'autres faits à Martin Txiki dont celui-ci. À Amasa les habitants entreprirent d'édifier une église à l'endroit qui est actuellement occupé par le centre urbain de Billabona. Mais les matériaux qu'ils rassemblaient de jour à cet endroit étaient mystérieusement transportés de nuit, par Martin Txiki, à la colline où se trouve actuellement l'église paroissiale d'Amasa. Ceci se produisit une fois ou deux. À la fin, ils cédèrent et édifièrent leur église à l'endroit où Martiniko souhaitait qu'elle soit et ils la lui dédièrent.